# La Sainte Famille avec le petit saint Jean
La Sainte Famille avec le petit saint Jean, ou La Vierge, l'Enfant, Saint Joseph et Saint Jean enfant, est une peinture à l'huile sur bois réalisée vers 1515-1522 par Le Corrège, qui est passée dans de nombreuses collections du XVIIe siècle, probablement dans celle des Gonzague à Mantoue et de manière certaine, dans celle de Charles Ier (roi d'Angleterre), Everhard Jabach et Louis XIV. Conservée au musée du Louvre depuis la Révolution française, elle est en dépôt au musée des Beaux-Arts d'Orléans depuis 1872 et appartient à cette ville depuis 2007.

## Historique
Peint vers 1515-1522, le tableau aurait pu rentrer tôt dans la collection des Gonzague, mais sans preuve à ce sujet, même si l'hypothèse est plausible puisqu'elle pourrait être décrite dans des lettres à l'intermédiaire faisant l'acquisition d'une part importante de la collection Gonzague au profit de Charles Ier d'Angleterre.
L’œuvre est marquée au fer sur son revers du CR surmonté d'une couronne signifiant Carolus rex, signe distinctif des tableaux ayant appartenu à Charles Ier d'Angleterre. Le tableau n'est cependant pas décrit dans l'inventaire manuscrit publié vers 1639.
À la chute de Charles Ier, renversé par Oliver Cromwell, l’œuvre est acquise par l'important collectionneur hollandais installé à Paris, Everhard Jabach. Méconnue en raison de la disparition des archives de sa collection de peinture, contrairement aux dessins, la présence dans la collection Jabach est attestée par le sceau du collectionneur au revers.
Le tableau est ensuite vendu à Louis XIV en 1662 et est décrit dès 1683 dans l'inventaire des collections du roi rédigé par le peintre Charles Le Brun. Accroché dans les Grands Appartements du château de Versailles, le tableau entre dans les collections nationales à la Révolution française. Conservé au Louvre, il est finalement envoyé en 1872 au musée d'Orléans où il est toujours, après un transfert de propriété à la Ville en 2007.

## Style et datation
Dès le XVIIe siècle, l'état de conservation du tableau est un obstacle à son analyse et remet finalement en cause son caractère autographe. Il faut attendre la visite de Roberto Longhi au musée d'Orléans en octobre 1920 pour que le chef-d’œuvre soit reconnu unanimement par les spécialistes. Le professeur Longhi date son exécution vers 1515, peu après les œuvres de toute première jeunesse encore d'ascendance mantegnesque.
Tous les auteurs successifs approuvent une datation du tableau très tôt dans la carrière du Corrège, mais un débat est apparu depuis les années 1990 sur cette période où peu d’œuvres sont datées avec certitude. La datation vers 1520, et non plus 1515, de La Vierge à l'Enfant et le petit saint Jean dite Madonna di Casalmaggiore sur un modèle perdu connu aujourd'hui grâce à une copie du musée de Francfort-sur-le-Main, incite notamment à modifier la chronologie du jeune Corrège pour situer notamment le tableau d'Orléans vers 1520.
La Sainte Famille et dessinée de la Royal Collection figure parmi les tableaux du peintre à rapprocher en premier de cette œuvre.